# Голозубинцы
Голозубинцы (укр. Голозубинці) — село в Дунаевецком районе Хмельницкой области Украины.
Население по переписи 2001 года составляло 1066 человек. Почтовый индекс — 32466. Телефонный код — 3858. Занимает площадь 2,847 км². Код КОАТУУ — 6821881801.

## Местный совет
32466, Хмельницкая обл., Дунаевецкий р-н, с. Голозубинцы

## Достопримечательности
На территории села находится усадьба семьи Скибневских, проект которой приписывают Томашу-Оскару Сосновскому (1810—1888).